# فريدرش الثالث (ناخب بالاتينات)
فريدرش الثالث - يُطلق عليه أيضًا "التقي" - (زيمرن؛ 14 فبراير 1515 - 26 أكتوبر 1576؛ هايدلبرغ)؛ يعتبر عضو من عائلة فيتلسباخ العريقة، بحيث كان كونت بالاتينات-سيمرن-شبونهايم ثم أصبح ناخب بالاتينات منذ 1559 وحتى وفاته، وبذلك أسس هيمنة خط بالاتينات-سيمرن على الانتخابية بالاتينات والتي حكمت هناك حتى عام 1685، كان فريدرش أول أمير ألماني يعتنق العقيدة الكالفينية علناً.

## السيرة الذاتية
كان والداه الكونت يوهان الثاني فون بالاتينات-سيمرن (1492-1557) وبياتريكس فون بادن (1492-1535)؛ يرجع نسب والده إلى روبرشت ملك ألمانيا (روبرشت الثالث ناخب بالاتينات)، تلقى فريدرش تعليمًا صارمًا في العقيدة الكاثوليكية في بلاط والده وفي كولونيا، وقد وصل به الحال أيضا إلى بلاط الإمبراطور شارلكان.
التحق فريدرش بالفعل عام 1528 مع إخوته غيورغ وريتشارد إلي الجامعة القديمة في كولونيا، وبداً من عام 1546 أصبح مؤيدًا ومتحمسًا قويًا لإصلاح وذلك بعد تأثير من زوجته اللوثرية ماري، رغم أنه كان لديه عائلة كبيرة، إلا أنه آنذاك كان أميرًا فقيرًا يعاني من المصاعب المادية حتى عندما تلقى الانتخابية في 12 فبراير 1559، وبصفته ناخبًا حظى بتقدير كبير في الإمبراطورية بسبب جهوده في دعم القضية البروتستانتية، رغم أنه كان يميل نحو وجهة النظر الإصلاحية، ومنذ 1560 قد عزم لدعم قضية الإصلاح في الصراع المتزايد بين اللوثريين والمصلحين.
يعود كتاب تعاليم هايدلبرغ المسيحية لعام 1563 أيضًا إلى مبادرته، وقد مارس تأثيرًا كبيرًا على تحريره حتى آخر تفاصيله؛ لقد جعل البلاد تلتزم بهذه الاعترافات والذي حلت محل تعاليم لوثر، وبذلك غادر اللوثريون البلاد، ومع ذلك لم يرحب البروتستانت الألمان الأخرون بهذه التغييرات للعقيدة، تم حرم الكالفينيون والتي ينتمي إليها فريدرش الثالث من إلى الانتماء إلى طائفة أوغسبورغ، وهو ما تم منح السلام الديني لعام 1555 التسامح بينهم؛ لأنهم أرادوا وصف الإصلاحيين بأنه طائفة خارج دائرة السلام، وفي 1566 خلال الرايخستاغ أوغسبورغ واجه الناخب فريدرش تحديات قاسية، وتم تمثيل الانقسام والمعارضة بين الاتجاهين البروتستانتيين في المقام الأول من قبل ناخبو ساكسونيا من جهة وناخبو بالاتينات من جهة أُخرى.
أيضا واجه فريدرش أيضًا مشكلة في بلاطه: بحيث كان ابنه البكر لودفيغ التي ربته والدته لوثريًا، في حين كان ابنه الثاني يوهان كازيمير من أتباع عقيدته وسياسته، كان فريدرش على اتصال بجميع معارضي نظام هابسبورغ الكاثوليكي في أوروبا من إنجلترا وفرنسا وهولندا، حتى أنه قدم المساعدة للبروتستانت المتمردين، وقد رحب الهوغونوت الفرنسيون بشكل خاص بنصائحه ومساعدته مرارًا وتكرارًا، وكما في عامي 1562 و1567، وفي عام 1568 شارك ابنه يوهان كازيمير في حرب الدينية بالنيابة عنه، بحيث كانت الانتفاضة الهولندية مدعومة جزئياً من قبل جيش بالاتينات، وأيضا شارك ابنه الثالث كريستوف في معركة موك آن ميديلار التي توفي فيها، وأيضا حاول الناخب بكل الطرق تشجيع جامعة هايدلبرغ على الازدهار واعتنى باستمرار بالكنيسة والنظام المدرسي في بلاده، وأيضا منذ 1563 رفض الناخب تطبيق عقوبة الإعدام على السحرة المزعومين وتعذيبهم.
في عام 1568 أرسل فريدرش المصلحون الدينيين اللاجئين من الوالونيين إلى الدير المهجور في لامبرخت، بحيث كان العديد من الوالونيين من صانعو الملابس بحيث أنشأوا تقليدًا طويل الأمد في وادي نيوشتادت، وفي محاولة لكسب حركة مجددي العماد للكنيسة الإقليمية الإصلاحية الجديدة، افتتح فريدرش في 1571 ندوة فرانكنثال بين ممثلي تجمعات مجددي العماد والكنيسة الإصلاحية، إلا أن الجانبين لم يتوصلا بالفعل إلى اتفاق، وبعد انتهاء المحادثات منع فريدرش أي نشاط لمجددي العماد داخل البلاد، وأيضا قام بطرد دعاتهم من البلاد.
توفي فريدرش الثالث في 26 أكتوبر 1576 عن عمر يناهز 61 عاماً وخلفه ابنه البكر لودفيغ السادس بحيث رفض إصلاحات والده، وقبل بـ اللوثرية من جديد، وإلا أن ابنه الثاني يوهان كازيمير والذي حكم بعض المناطق في بالاتينات السفلى والتي عرفت بـ (بالاتينات-لوترن) قبل بإصلاحات والده وكما أنه رحب بالعديد من اللاهوتيين المطرودين من أراضي شقيقه وقام بإنشاء لهم جامعة بديلة في أراضيه، وبعد وفاة لودفيغ في 1583 أصبح يوهان كازيمير الوصي على ابنه القاصر فريدرش الرابع بحيث أشرف على عودة الإيمان الإصلاحي إلى بالاتينات من جديد.

## الزواج والذرية

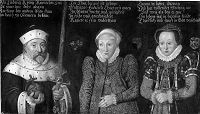
فريدرش الثالث مع زوجتيه ماري وأماليا.

- تزوج فريدرش الثالث مرتين، أولاً: تزوج في عام 1537 ماري (1519-1567)؛ ابنة كازيمير مارغريف براندنبورغ-بايرويت وسوزانا البافارية، وفضلاً عن ذلك كانت ربيبة سابقه الناخب أوتو هاينريش، وأنجبت له:-

1. ألبرتا (4 أبريل 1538 - 19 مارس 1553).
2. لودفيغ السادس ناخب بالاتينات (4 يوليو 1539 - 22 أكتوبر 1583)؛ خليفته، تزوج مرتين له ذرية.
3. إليزابيث (30 يونيو 1540 - 8 فبراير 1594)؛ تزوجت في عام 1558 من الدوق يوهان فريدرش الثاني من ساكسونيا، لهم ذرية.
4. هيرمان لودفيغ (6 أكتوبر 1541 - 1 يوليو 1556).
5. يوهان كازيمير (7 مارس 1543 - 16 يناير 1592)؛ تزوج في عام 1570 من إليزابيث الساكسونية، لهم ذرية.
6. دوروثيا سوزانا (15 نوفمبر 1544 - 8 أبريل 1592)؛ تزوجت عام 1560 من يوهان فيلهلم دوق ساكس فايمار شقيق الدوق يوهان فريدرش، لهم ذرية.
7. ألبرت (30 سبتمبر 1546 - 30 أبريل 1547).
8. آنا إليزابيث (23 يوليو 1549 - 20 سبتمبر 1609)؛ تزوجت فيليب الثاني لاندغراف هسن-راينفيلس ثم من ابن عمها الكونت يوهان أوغست من فيلدينتس، ليس لديها أبناء من كلا زوجيها.
9. كريستوف (13 يونيو 1551 - 14 أبريل 1574).
10. كارل (28 ديسمبر 1552 - 12 سبتمبر 1555).
11. كونيغوند ياكوبا (9 أكتوبر 1556 - 26 يناير 1586)؛ تزوجت في عام 1580 من الكونت يوهان السادس من ناساو-ديلينبورج شقيق فيليم الصامت، لهم ذرية.

- ثم تزوج في 1568 من أرملة هولندية أماليا من نوينار (6 أبريل 1539 - 10 أبريل 1602)، كانت مسؤولة عن بلاط زوجة فيليم الصامت، لم يكن لديهم أبناء.